# 沢知美
沢 知美（さわ ともみ、1947年10月8日 - ）は、日本の元歌手、女優、ファッションモデル、タレント。本名は中野 美和子。北海道札幌市出身（ただし、東京都出身とする資料も多い）。所属事務所は、SOSモデルエージェンシー → 俳協 → 第一共栄プロダクション。
好きな色は黒、白、ブルー。
初期は、本名や中野 味和子名義で活動していた。

## 来歴
実家は札幌市内の日蓮宗の寺院。後に東京に移り、二階堂高等学校を中退。
1964年に「ミス・プレタポルテ」に当選し、ファッションモデルとして活動。
1965年に映画『高原のお嬢さん』に中野味和子名義で出演し、女優デビュー。その後歌手を志し、日本コロムビアの作曲家・和田香苗に師事。
1967年に日本コロムビアから、和田の作曲による『私にいわせて』で歌手デビュー。同年テレビ番組『11PM』のカバーガールとなり、タレントとしても活躍。
1970年1月に発表したシングル『モーニング・ブルース』がヒットし、人気歌手の仲間入りを果たした。
1972年に引退。

## ディスコグラフィ

### シングル
- すべて日本コロムビアからリリース。

| #  | 発売日          | 曲順 | タイトル                     | 作詞         | 作曲         | 編曲         | 規格品番 |
| -- | --------------- | ---- | ---------------------------- | ------------ | ------------ | ------------ | -------- |
| 1  | 1967年 5月1日   | A面  | 私にいわせて                 | 丘灯至夫     | 和田香苗     | 河村利夫     | SAS-898  |
| 1  | 1967年 5月1日   | B面  | 夜更けのロビイ               | 志乃にしき   | 和田香苗     | 河村利夫     | SAS-898  |
| 2  | 1967年 7月1日   | A面  | アンブレラのブルース         | 丘灯至夫     | 戸塚三博     | 戸塚三博     | SAS-928  |
| 2  | 1967年 7月1日   | B面  | あなただけを                 | 滝口暉子     | 和田香苗     | 河村利夫     | SAS-928  |
| 3  | 1967年 10月1日  | A面  | ひと夏の恋だった             | 万里村ゆき子 | 万里村ゆき子 | 河村利夫     | SAS-983  |
| 3  | 1967年 10月1日  | B面  | 蒼い月の光                   | 丘灯至夫     | 和田香苗     | 河村利夫     | SAS-983  |
| 4  | 1968年 3月15日  | A面  | セロシャ・プルモーサ         | 川内康範     | 河村利夫     | 河村利夫     | P-8      |
| 4  | 1968年 3月15日  | B面  | 夢はいらない                 | 川内康範     | 河村利夫     | 河村利夫     | P-8      |
| 5  | 1968年 4月1日   | A面  | 霧の夜のすすきの             | 矢吹繁明     | 伊藤和也     | 小谷充       | SAS-1079 |
| 6  | 1968年 7月1日   | A面  | 雨になりたい                 | 平田淳       | 小川俊彦     | 小川俊彦     | P-20     |
| 6  | 1968年 7月1日   | B面  | 愛のブーケ                   | 吉岡治       | 原信夫       | 小川俊彦     | P-20     |
| 7  | 1968年 10月15日 | A面  | 東京ミッド・ナイト           | 平田淳       | 東京之介     | 小川よしあき | SAS-1194 |
| 7  | 1968年 10月15日 | B面  | 愛は燃えつきても             | 吉岡治       | 河村利夫     | 河村利夫     | SAS-1194 |
| 8  | 1969年 2月1日   | A面  | 夜にとけたい                 | 森崎多加志   | 原信夫       | 小川俊彦     | P-54     |
| 8  | 1969年 2月1日   | B面  | ロンリー・ブルー・ナイト     | 阿波昭夫     | 伴紫香       | 三島敏夫     | P-54     |
| 9  | 1969年 4月1日   | A面  | 知りすぎたのね               | なかにし礼   | なかにし礼   | 小川俊彦     | SAS-1259 |
| 9  | 1969年 4月1日   | B面  | あいつ                       | 平岡精二     | 平岡精二     | 小川俊彦     | SAS-1259 |
| 10 | 1969年 12月1日  | A面  | モーニング・ブルース         | 有馬三恵子   | 彩木雅夫     | 郷徹也       | SAS-1368 |
| 10 | 1969年 12月1日  | B面  | 恋の鏡                       | 石本美由起   | 米沢武士     | 郷徹也       | SAS-1368 |
| 11 | 1970年 9月10日  | A面  | 私はかもめ                   | 水野礼子     | 中村泰士     | 馬飼野俊一   | P-99     |
| 11 | 1970年 9月10日  | B面  | 明日がつらい                 | 水野礼子     | 中村泰士     | 馬飼野俊一   | P-99     |
| 12 | 1971年 3月10日  | A面  | 罪ある女                     | 阿久悠       | 井上かつお   | 小谷充       | P-116    |
| 12 | 1971年 3月10日  | B面  | エヴァの誘惑                 | 吉岡治       | 馬飼野俊一   | 馬飼野俊一   | P-116    |
| 13 | 1971年 5月25日  | A面  | 夏の女                       | 阿久悠       | 宇野弘恭     | 佐々永治     | P-125    |
| 13 | 1971年 5月25日  | B面  | 夏の夜のできごと             | 水野礼子     | 馬飼野俊一   | 馬飼野俊一   | P-125    |
| 14 | 1971年 11月10日 | A面  | ブルー・モーニング・ブルース | 阿久悠       | 井上忠夫     | 小谷充       | P-144    |
| 14 | 1971年 11月10日 | B面  | ある夜の慕情                 | 水野礼子     | 馬飼野俊一   | 馬飼野俊一   | P-144    |
| 15 | 1972年 3月10日  | A面  | 雨の言葉                     | 阿守俊彦     | 森田公一     | 佐々永治     | P-162    |
| 15 | 1972年 3月10日  | B面  | ガラスの城                   | 吉岡治       | 井上かつお   | 馬飼野俊一   | P-162    |
| 16 | 1972年 8月10日  | A面  | 甘い生活                     | かわいひろし | 森田公一     | 小谷充       | P-179    |
| 16 | 1972年 8月10日  | B面  | 気ままに愛して               | 水野礼子     | 小谷充       | 小谷充       | P-179    |

### アルバム

#### オリジナル・アルバム
| 発売日         | タイトル            | 規格 | 規格品番   |
| -------------- | ------------------- | ---- | ---------- |
| 1968年4月      | 沢知美 魅力のすべて | LP   | JPS-5141   |
| 2017年5月20日  | 沢知美 魅力のすべて | CD   | SWAX-1048  |
| 1969年3月1日   | 人の気も知らないで  | LP   | JPS-5169   |
| 2007年10月24日 | 人の気も知らないで  | CD   | COCA-71146 |

#### ライブ・アルバム
| 発売日    | タイトル                                         | 規格 | 規格品番 |
| --------- | ------------------------------------------------ | ---- | -------- |
| 1968年1月 | 北国の郷愁〜全日空スターライト・コンサートより〜 | LP   | ALS-4318 |

#### ベスト・アルバム
| 発売日        | タイトル                      | 規格 | 規格品番   |
| ------------- | ----------------------------- | ---- | ---------- |
| 2017年4月19日 | 沢知美 コンプリートシングルズ | CD   | COCP-39913 |

#### オムニバス・アルバム
| 発売日 | タイトル                     | 収録曲             | 規格 | 規格品番 |
| ------ | ---------------------------- | ------------------ | ---- | -------- |
| 1993年 | 映画音楽 佐藤勝作品集 特典盤 | モッカラ・ゴーゴー | CD   | SLPR-12  |

### タイアップ曲
| 年     | 楽曲               | タイアップ                              |
| ------ | ------------------ | --------------------------------------- |
| 1967年 | 私にいわせて       | NTV系ドラマ『あいつと私』挿入歌         |
| 1968年 | 愛は燃えつきても   | TBS系ラジオドラマ『悲しみの森へ』主題歌 |
| 1968年 | モッカラ・ゴーゴー | 映画『100発100中 黄金の眼』挿入歌       |

## 出演

### 映画
- 高原のお嬢さん（1965年）- 英子 役　※中野味和子 名義
- 東京は恋する（1965年）- アケミ 役　※中野味和子 名義
- 男の掟（1968年）- 歌手 役
- 男の挑戦（1968年）- 西村玲子 役
- 100発100中 黄金の眼(1968年）- 斎藤ミツコ 役
  - 作中でオリジナル曲「モッカラ・ゴーゴー」を披露している
- 昭和元禄ハレンチ節（1968年）- 大沢晴美 役
- 喜劇 競馬必勝法 一発勝負（1968年）- ホステス 役
- まっぴら社員遊侠伝(1968年）- 武田七七子 役
- 夜をひらく 女の市場（1969年）- まさ美 役
- 夜遊びの帝王（1970年）- 朱実 役
- ヤスジのメッタメタガキ道講座（1971年）- ガメ子 役
- 女の意地（1971年）- まどか 役
- 高校生無頼控（1972年）- 朝野未来 役

### テレビドラマ
- あいつと私（1967年、日本テレビ)
- 肌は死なない（1968年、TBS）- 田園聖子 役
- 江戸川乱歩シリーズ 明智小五郎 第11話「復讐鬼 黄金仮面」 （1970年、東京12チャンネル）

### テレビ番組
- 11PM（1967年、日本テレビ）

### ラジオ番組
- パックインミュージック（1968年7月 - 12月、TBS） ※火曜深夜一部、パートナーは八城一夫